# Equipo X
Equipo X es un equipo ficticio de operaciones negras del Universo Marvel.

## Cómics
En el Universo Marvel, el Equipo X era un equipo de operaciones negras de la CIA que operó durante los años 1960 y fue vinculado al Arma Plus. Se componía de Logan (James Howlett) posteriormente conocido como Wolverine, Victor Creed (el Dientes de Sable futuro), Mastodonte, David North/Christoph Nord (Rebelde), el Mayor Arthur Barrington, Zorra Plateada, Noel Higgins (Gato Salvaje), Aldo Ferro (Ratón) y John Wraith (Espectro).

## En otros medios

### Televisión
El Equipo X aparece en la serie animada X-Men de mediados de 1990 en un episodio llamado "Arma X, mentiras y cintas de vídeo". En este episodio, Lobezno, al igual que todos los miembros originales, tuvo varios recuerdos y regresó a un centro del Arma X en Canadá. Los otros miembros del equipo son Dientes de Sable, Zorra Plateada, y Maverick. Recordaron sus misiones anteriores y sus batallas con Omega Rojo, pero también se dieron cuenta de que gran parte de estos recuerdos fueron implantados en ellos por los científicos del Arma X. Ellos fueron llevados allí para morir a manos de un robot del Arma X llamado Talos. Talos falla, pero solo porque en el equipo trabajan juntos para destruir la contramedida del Arma X.
El Equipo X además ha ocupado un lugar destacado en la historia de la caricatura Wolverine y los X-Men que comenzó en 2008. En esta serie, el equipo estaba formado por Lobezno, Dientes de Sable, Mística y funcionó como una sección del proyecto Arma X, bajo la supervisión del Dr. Cornelius. Después de las salidas de Lobezno y Mística, Maverick fue capturado, hipnotizado y obligado a unirse al equipo.

### Películas
En el segmento de Lobezno de Hulk Vs, el Equipo X es un equipo que trabaja para la organización Arma X, que consiste en Dientes de Sable, Masacre, Dama Mortal, y Omega Rojo. Ellos fueron enviados a capturar a Hulk y terminaron capturando también a Lobezno.
En X-Men Origins: Wolverine, el equipo está dirigido por el Cor. William Stryker, y consta de James Howlett, Victor Creed, Wade Wilson, Frederick Dukes, John Wraith, Chris Bradley, y David North. Durante una misión, tratando de encontrar un mineral utilizado para crear adamantium, Stryker le ordena al equipo masacrar un pueblo entero. Howlett / Wolverine lo detiene, y deja el grupo. Después de su partida, otros miembros del equipo comienzan a cuestionar la moral del equipo y comenzar a irse hasta que sólo Victor / Dientes de Sable y el Agente Zero permanecen fieles a Stryker. Durante los sucesos de la película, varios miembros del equipo son eliminados por Logan y Victor. Bradley es asesinado fácilmente por Creed al principio de la película, el Agente Zero fue asesinado por Wolverine, Wraith fue asesinado por Dientes de Sable después de que ayudó a Wolverine a encontrar a Stryker, y se insinúa que Wade / Deadpool (Arma XI) es asesinado (aunque la escena poscréditos muestra a un decapitado Deadpool vivo todavía). En X-Men 2, Cor. William Stryker es asesinado. Al final de X-Men Origins: Wolverine, Lobezno y Victor son confirmados estando vivos, mientras que se presume que Deadpool todavía puede estar vivo también. El destino de Dukes se queda sin confirmar.

### Videojuegos
El Equipo X es presentado en el juego relacionado con la película.